# Baštanský rajón
Baštanský rajón (ukrajinsky Баштанський район) je rajón v Mykolajivské oblasti na Ukrajině. Hlavním městem je Baštanka a rajón má přibližně 140 tisíc obyvatel. 

## Města v rajónu
- Baštanka
- Novyj Buh
- Snihurivka